# FQ Водолея
FQ Водолея (лат. FQ Aquarii) — одиночная переменная звезда в созвездии Водолея на расстоянии (вычисленном из значения параллакса) приблизительно 15795 световых лет (около 4843 парсеков) от Солнца. Видимая звёздная величина звезды — от +9,6m до +9,47m.

## Характеристики
FQ Водолея — белая пульсирующая переменная звезда типа PV Телескопа (PVTEL) спектрального класса F0. Эффективная температура — около 8283 К.